# Câu lạc bộ bóng đá Định Hướng Phú Nhuận
Câu lạc bộ bóng đá Định Hướng Phú Nhuận là một câu lạc bộ bóng đá tại Thành phố Hồ Chí Minh.

## Lịch sử
Câu lạc bộ được thành lập tại Quận Phú Nhuận, Thành phố Hồ Chí Minh với tên gọi Câu lạc bộ bóng đá Công ty Quảng Cáo Định Hướng và vận hành với tư cách là một câu lạc bộ nghiệp dư. Câu lạc bộ thường xuyên tham gia các hoạt động thể thao tại Thành phố Hồ Chí Minh và miền nam Việt Nam với tên Câu lạc bộ bóng đá Kharkiv. Năm 2023, đội đăng ký tham gia Giải bóng đá Hạng Ba Quốc gia 2023 với tên gọi Định Hướng Phú Nhuận.
Câu lạc bộ đã ký hợp đồng với một số cựu binh có nhiều kinh nghiệm chơi ở giải Vô địch Quốc gia và quốc tế như Huỳnh Kesley Alves cũng như anh em Hoàng Danh Ngọc, Hoàng Nhật Nam. Ngay trong mùa giải đầu tiên của đội tại hệ thống giải đấu bóng đá của Việt Nam, câu lạc bộ đã đứng đầu bảng xếp hạng và giành quyền thăng hạng lên giải hạng Hai mùa giải 2024. Ở mùa giải sau đó, câu lạc bộ tiếp tục duy trì phong độ tốt của mình khi đứng đầu bảng tại giải hạng Nhì và vào vòng Playoffs thăng hạng. Tại trận đấu thăng hạng, đội bóng đã đánh bại Kon Tum 2–0 để giành quyền thăng hạng lên Giải bóng đá Hạng Nhất Quốc gia 2024–25.
Chiều ngày 19/8/2024, CLB bóng đá Định Hướng Phú Nhuận chính thức gửi công văn đến Liên đoàn bóng đá Việt Nam (VFF) và Công ty cổ phần bóng đá chuyên nghiệp Việt Nam (VPF) về việc xác nhận rút lui, không tham dự giải bóng đá hạng Nhất quốc gia 2024/25.

## Đội ngũ huấn luyện
| Vị trí                 | Tên                               |
| ---------------------- | --------------------------------- |
| Chủ tịch               | Nguyễn Văn Trung                  |
| Huấn luyện viên trưởng | Lưu Quốc Tân                      |
| Trợ lý huấn luyện      | Nguyễn Ngọc Linh Phan Thanh Giang |
| Giám đốc thể thao      | Hoàng Nhật Nam                    |